# Melody Hill
Melody Hill – jednostka osadnicza w Stanach Zjednoczonych, w stanie Indiana, w hrabstwie Vanderburgh.